# Гвинейско-сьерра-леонские отношения
Гвинейско-сьерра-леонские отношения — двусторонние дипломатические отношения между Гвинеей и Сьерра-Леоне. Протяжённость государственной границы между странами составляет 794 км.

## История
Сьерра-Леоне выступает против продолжающегося размещения вооружённых сил Гвинеи в Йенги, небольшой деревни на реке Макона, вдоль которой проходит граница с Гвинеей. Сухопутные войска Гвинеи прибыли в Йенгу в середине 1990-х годов, чтобы помочь сьерра-леонским военным подавить восстание повстанцев и обеспечить безопасность их общей границы, но остались там даже после того, как обе страны подписали соглашение 2005 года, признающее, что Йенга принадлежит Сьерра-Леоне. В 2012 году обе стороны подписали декларацию о демилитаризации территории.
Гвинея и Сьерра-Леоне являются членами Экономического сообщества стран Западной Африки (ЭКОВАС). В 1990 году страны стали участницами программы создания единых вооружённых сил среди стран ЭКОВАС, которая получила название Группа мониторинга экономического сообщества стран Западной Африки (ЭКОМОГ).

## Торговля
В 2017 году экспорт товаров Гвинеи в Сьерра-Леоне составил сумму 4,56 миллиона долларов США. В 2018 году экспорт товаров Сьерра-Леоне в Гвинею составил сумму 9,23 миллиона долларов США.

## Дипломатические представительства
- Гвинея имеет посольство во Фритауне[6].
- Сьерра-Леоне имеет посольство в Конакри[7].